# 화석

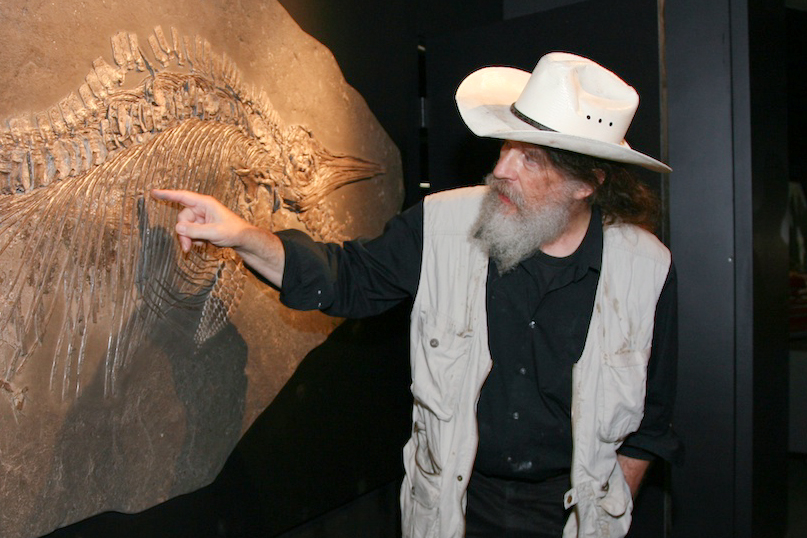
휴스턴 자연사 박물관에 전시된 어룡 화석과 그 옆에 있는 고생물학자 로버트 T. 바커 박사의 모습

화석(化石)은 지질 시대에 살았던 고생물의 유해나 흔적이 남아 있는 것이다. 주로 지질 시대에 살았던 생물의 유해인 체화석과 발자국 등의 흔적인 생흔화석으로 분류된다. 화석을 통해 당시 생물체의 구조나 생활 환경을 알아볼 수 있다.

## 체화석이 생성되는 과정
1. 생물체나 생물체의 유해가 운반되어 퇴적물 속에 파묻힌다.
2. 파묻힌 유해가 지하수에 의해 녹아 없어진다.
3. 유해가 녹아 없어진 빈 공간에 진흙 등의 물질이 채워진다.
4. 채워진 물질이 굳는다.
5. 지층이 큰 힘을 받아 솟아오른다.
6. 지층이 깎여 화석이 지표에 나타난다.

## 체화석이 생성되기 위한 조건
1. 생물체에 뼈나 껍데기와 같은 단단한 부분이 있어야 한다.
2. 생물체의 유해가 썩기 전에 빨리 퇴적물에 묻혀 보존되어야 한다.
3. 재결정, 치환, 탄화작용 등의 화석화 작용을 받아야 한다.
4. 지각 변동을 안 받아야 한다.

## 화석의 종류
- 표준화석 : 생존 기간이 짧고 진화 속도가 빠르며 넓은 지역에 걸쳐 산출되는 화석으로, 지층의 생성 시기를 알려준다.

예) (고생대) 삼엽충, 필석, 방추충 / (중생대) 암모나이트, 공룡 / (신생대) 매머드, 화폐석
- 시상화석 : 생존 기간이 길고, 환경 변화에 민감하며, 한정된 범위 내에 걸쳐 산출되는 화석으로, 지층이 생성될 당시의 환경을 잘 알려준다.

예) 산호(수심이 얕고, 물이 맑고, 온난한 바다), 고사리(온난 습윤한 늪지대)

## 화석의 여러 가지 형태

#### 몰드
- 생물의 형태가 돌에 그대로 찍혀 있는 것

#### 캐스트
- 발자국이나 기어다닌 자국 등 생물의 흔적이 돌로 변한것
- 생물의 성분이 오랜 시간이 지나면서 그 모습 그대로 다른 물질로 바뀐 것
- 생물의 몸은 없어지고, 대신 그 자리가 광물로 채워진 것
- 비어 있는 부분이나 부드러운 부분은 광물질로 채워지고, 딱딱한 부분이 손상되지 않은 채 남아 있는 것

## 고생물학과 진화학
단속평형이론이 발전하기 전 단계의 다윈은 전체 점진주의를 지지했으나, 이후에 스티븐 제이 굴드를 중심으로 단속평형이론이 발달함으로 해서 실제 고생물학과 진화학이 함께 발전하게 된 계기가 되었다.
자연계에서 진화가 직접 관찰 가능한 현재에는, 진화 자체에 대한 논란은 전혀 없으며, 고생물학은 과거의 생명체와 진화과정을 연구하는 훌륭한 연구과제가 되고 있다. 예를 들면 오스트랄로피테쿠스 세디바의 화석 연구는 인간의 이빨의 발달이나 손의 발달 연구에 사용되곤 한다. 화석은 관찰되는 진화의 기록으로서 사용되며, DNA의 비교 분석을 통한 진화 연구와 병행되어 진화의 과정이 연구되고 있다.
현재 진화의 속도 연구인 유전학과 결합된 진화유전학에 의해 DNA가 남아있는 원인류인 네안데르탈인의 경우 지놈 시퀀싱이 진행되어 진화의 방향 연구에 큰 영향을 주고 있는 방식으로, 유전학과 진화학, 고생물학이 밀접하게 연관되어 있으며, 이와 마찬가지로 살아있는 화석으로 불리는 진화의 속도가 느린 종들(실러캔스)등은 직접 시퀀싱이 진행되어 진화의 속도를 연구하는 중요한 단서가 되기도 한다. 살아있는 화석은 과거에는 진화의 직접적 증거로서 채택되었으며, 진화가 관찰되는 현대에는 그 진화의 과정을 연구하는 열쇠가 되고 있다.
고생물학과 진화학의 직접적인 연관관계는 스티븐 제이 굴드를 중심으로 한 단속평형이론을 토대로 하며, 현대 진화학 발달에 큰 영향을 주었으며, 현재에도 진화의 속도와 방향에 관한 연구가 많이 진행되고 있다. 과거에는 단속평형이론이 점진주의의 대척점에서 진화의 속도에 관한 논쟁이 있었으며, 이는 데이터상으로는 화석기록과 유전자기록은 대부분 일치하며, 진화의 과정을 나타내주고 있으나, 이를 해석하는 방식에서 진화의 속도변화에 대해 논쟁이 있었던 것이다. 현재는 진화의 속도 변화 자체는 기정사실화되어 있으며, 긴 시간에서는 단속평형이론이, 짧은 시간에서는 점진주의적 진화가 이루어진다고 알려져있다.현재의 진화유전학의 중요한 쟁점은 바로 이 진화의 속도를 변화시키는 것이 무엇인가 하는 점이다.

## 미싱링크에 관한 오해
미싱링크란, 화석과 화석사이의 중간단계가 빠져 있다는 주장이며, 이는 다른 종 사이에 중간 “수준”이나 중간 단계 형태에는 간격이 존재한다고 보는 것이다. 하지만 이런 간격들은 어떤 종들이 어떻게 진화했는지에 대한 불확실성이라고 알려져 왔다.이러한 주요 그룹들의 전이는 급작스러워 보인다고 생각될 수도 있으나, 이는 단속평형이론으로 설명이 될 수 있는 문제이며, 화석의 부족은 화석의 생성 과정이 쉽지 않음을 시사하기도 하다.
다윈은 중간단계 화석에 대해 언급하면서 이는 공통의 조상으로부터 진화되어 온 과정임을 이야기한다. 이는 점진주의적이기는 하지만, 미싱링크를 필요로 하지 않는 가지를 치는 형태로서 나타난다. 그리고 그렇기에 미싱링크를 주장하는 것은 다윈의 종의 기원에서 시작된 진화에 관한 연구에 대한 기본적인 지식이 없음을 나타낸다. 다윈은 점진적 진화를 지지했으나, 단속평형론의 등장과 이것과 전체점진론이 사실상 함께 설명되는 현재에는 화석기록의 "빈틈"을 찾는 방식으로는 연구가 진행되지 않으며, 진화의 속도변화에 관한 연구가 이루어진다.
진화가 직접 관찰되는 현재에는 단속평형이론과 점진주의 진화이론의 동시적 설명이 진행되고 있으며, 단순히 조상에서 후손까지 점진적이고 안정적인 화석 기록이 있을거라고 예측하지 않는다. 고생물학자들은 거의 모든 생물문(Phyletic)들의 간격을 토대로 진화의 방향과 속도를 연구하고 있다.
진화에 대한 개념이 부족한 광고 카피 라이터들과 젊은 지구 창조설을 주장하는 사람은 인류 진화가 유인원에서 사람으로 일렬로 늘어서서 새로운 화석이 발견되면 쉽게 그 고리 안으로 집어 넣어야 한다고 주장한다. 그러나 이는 진화에 관한 이해가 부족해서 생기는 문제이며, 이러한 점에서 미싱링크 역시 잘못된 이해로 인해 생기는 문제이다.

## 한국 화석

### 한국
한국의 퇴적층은 고생대 전기(조선누층군), 고생대 후기(평안 누층군), 중생대 전기(대동누층군), 중생대 후기(경상 누층군), 신생대(퇴적분지에 따라 다양) 등이 고루 분포하고 있으나, 고생대의 실루리아기와 데본기 지층은 회동층을 제외하면 찾아볼 수 없다.
조선 누층군은 분포 지역과 암상에 따라 여러 층군으로 나뉘데 그 가운데에서 태백층군과 영월층군에 대하여 상대적으로 많은 연구가 되어 있다. 태백 층군의 두무골층, 막골층은 주로 석회암으로 되어 있는데 많은 화석이 산출된다. 또 그 상부의 직운산층은 셰일로 되어 있는데, 여기서도 역시 많은 화석이 온다. 영월 층군에서는 마차리층이 화석 산출로 유명하다.
평안 누층군은 조선누층군 위에 평행 부정합면을 경계로 놓여있으며, 장성층에서 석탄이 발견되기 때문에 많은 연구가 되어 있다. 고생대 후기의 식물화석이 많이 발견된다.
경상 누층군은 경상도를 중심으로 하여 전남 남해안까지 분포한다. 조선 누층군이나 평안 누층군 또는 대동누층군과는 달리 큰 조산운동을 받지 않았기 때문에 평행한 층리를 잘 볼 수 있다. 육상의 호수에서 퇴적된 것으로 알려져 있다. 경상누층군은 공룡화석으로 유명하다. 고성, 해남 등지에서 많은 공룡발자국 화석이 발견되었고, 비록 일부이기는 하지만, 공룡의 뼈 화석도 산발적으로 발견되고 있다. 경상 누층군이 퇴적되었던 백악기 당시에는 전 세계적으로 쥐라기의 특징적인 대형 공룡들이 쇠퇴하고 있었음에도 불구하고, 이 곳에서는 큰 공룡들이 무리지어 살았음을 밀집된 발자국화석을 통하여 유추할 수 있다. 공룡 말고도 중생대 악어의 두개골이 최근 발견되었으며, 익룡의 걸음걸이와 이륙 방법을 유추할 수 있는 발자국 화석도 최근 이 곳에서 발견되었다. 영화 쥐라기공원이 나오기 전까지 대부분의 공룡 복원은 꼬리를 끄는 모습으로 복원되어 왔으나, 경상누층군에서 발견된 많은 공룡 발자국 중에서 꼬리를 끈 흔적이 발견되지 않았다는 사실이 강력한 증거가 되어 이 견해는 수정되었고, '쥐라기공원'에서 보는 바와 같이 꼬리를 바싹 들고 좌우로 흔들며 보행했다는 쪽으로 견해가 모아지고 있다.

### 매장문화재보호법
한국의 매장문화재보호법에 따르면 화석은 '매장문화재'에 해당하기 때문에, 화석 산지에 드러나 있는 화석을 훼손하면 법적인 처벌을 받을 수 있다.

- 제2조(정의) 이 법에서 “매장문화재”란 다음 각 호의 것을 말한다.
  - 3. 지표ㆍ지중ㆍ수중(바다ㆍ호수ㆍ하천을 포함한다) 등에 생성ㆍ퇴적되어 있는 천연동굴ㆍ화석, 그 밖에 대통령령으로 정하는 지질학적인 가치가 큰 것

- 제4조(매장문화재 유존지역의 보호) 대통령령으로 정하는 바에 따라 매장문화재가 존재하는 것으로 인정되는 지역은 원형이 훼손되지 아니하도록 보호되어야 하며, 누구든지 이 법에서 정하는 바에 따르지 아니하고는 매장문화재 유존지역을 조사ㆍ발굴하여서는 아니 된다.

— 매장문화재 보호 및 조사에 관한 법률

## 같이 보기

#### 화석
- 몰드
- 캐스트

#### 지구
- 퇴적암
- 지질시대
- 운석
- 지층

#### 생물
- 공룡
- 고생물
- 멸종

#### 영향
- 호박 화석
- 공룡화석전쟁
- 화석연료